# Se chanto
Se Chanta o Se Chanto è una canzone popolare delle valli occitane del Piemonte che è ormai considerata l'inno occitano e che, con il simbolo della croce occitana e il suono della lingua, compone i tratti più caratterizzanti dell'area di lingua d'oc.

## Versione diffusa nelle Valli Occitane del Piemonte
| Occitano Se Chanta Devant de ma fenèstra i a un auselon Tota la nuèch chanta, Chanta sa chançon Se chanta, que chante Chanta pas per ieu Chanta per ma mia Qu'es al luènh de ieu Aquelas montanhas Que tan autas son M'empachan de veire Mes amors ont son Autas, ben son autas, Mas s'abaissarèn E mas amoretas Vers ieu tornarèn Baissatz-vos montanhas, Planas levatz-vos Perquè pòsque veire Mes amors ont son |  | Italiano Se canta Davanti alla mia finestra C'è un uccello Tutta la notte canta, Canta la sua canzone Se canta, che canti Non canta per me Canta per la mia amica Che è lontana da me Quelle montagne Che tanto alte sono Mi impediscono di vedere Dove sono i miei amori Alte, ben son alte, Ma si abbasseranno E i miei amori Verso me torneranno Abbassatevi montagne, Alzatevi pianure Affinché io possa vedere Dove sono i miei amori |

Alla diffusione di questo canto hanno contribuito i gruppi musicali occitani (come i Lou Dalfin) che usano concludere i loro concerti con questo brano. Gli spettatori si legano in catena tenendosi con le braccia sulle spalle di fronte ai musicisti e seguono l'esecuzione rispondendo in coro e ondeggiando lentamente. La melodia struggente, il significato simbolico e la partecipazione di tutti contribuiscono a creare un momento di grande emozione. L'abitudine di utilizzare se chanto come chiusura delle feste di danze occitane ha contribuito a diffondere la conoscenza di questo brano anche al di fuori delle vallate occitane, nel mondo delle danze tradizionali il repertorio occitano è discretamente conosciuto ed apprezzato, i gruppi che lo propongono, spesso giovani, sono molto attivi e portano la loro tradizione in Italia ed in Europa.

## Diverse letture vengono proposte per il "Se Chanto"
- Inno d'amore, serenata di nostalgia per la donna amata: l'amore da lontano dei trovatori che nel XII secolo percorsero le corti d'Europa cantando i valori di Jovent-Gioventù/ Jòi-Gioia di vivere/ Paratge-Lealtà/ Pretz-Valore/ Larguessa-Generosità; periodo in cui la lingua d'oc ha goduto del maggiore splendore, e che può essere comparata nell'estensione del suo uso presso tutte le corti europee, all'inglese di oggi.
- Canzone cifrata usata dai catari-albigesi per farsi coraggio e inviarsi messaggi per resistere alla grande conquista di Simone IV di Montfort, la famosa "crociata contro gli albigesi" e per raggiungere l'elevazione spirituale: Nella notte nera della repressione, l'usignolo, simbolo mistico per i catari, canta solo per chi lo può comprendere, per chi desidera elevarsi spiritualmente. Da ogni parte si frappongono ostacoli materiali (quelle montagne che tanto alte sono) che impediscono la pratica della religione perseguitata, e ostacoli interiori, che rendono impervia la salita dell'anima verso il fin'amor e la purezza.